# كولوم ماكان
كولوم ماكان (بالإنجليزية: Colum McCann)‏‏ (28 فبراير 1965 في دبلن - ) كاتب سيناريو، وروائي، وكاتب، وأكاديمي، وصحفي من جمهورية أيرلندا"Libris Katalogisering". ليبريس. 7 نوفمبر 2012. مؤرشف من الأصل في 2019-04-12. اطلع عليه بتاريخ 2018-08-24..

## الجوائز
- زمالة غوغنهايم
- جائزة الكتاب الوطني  [لغات أخرى]‏
- الجائزة الوطنية للكتاب عن فئة الخيال  [لغات أخرى]‏
- Rooney Prize for Irish Literature [الإنجليزية]‏

## روابط خارجية
- كولوم ماكان على موقع IMDb (الإنجليزية)
- كولوم ماكان على موقع مونزينجر (الألمانية)
- كولوم ماكان على موقع أول موفي (الإنجليزية)
- كولوم ماكان على موقع ديسكوغز (الإنجليزية)